# Призвание первых апостолов
Призвание первых апостолов (итал. Vocazione dei primi apostoli) — фреска работы Доменико Гирландайо, написанная в период 1481—1482 гг. на сюжет Чудесного улова рыбы.
Расположена в Сикстинской капелле, Ватикан.

## История
В 1481 году, в знак примирения между Лоренцо де Медичи, фактическим правителем Флорентийской республики и папой Сикстом IV, группа флорентийских художников прибыла в Рим для работы по росписи Сикстинской капеллы и присоединилась к Пьетро Перуджино, который начал работу ранее.

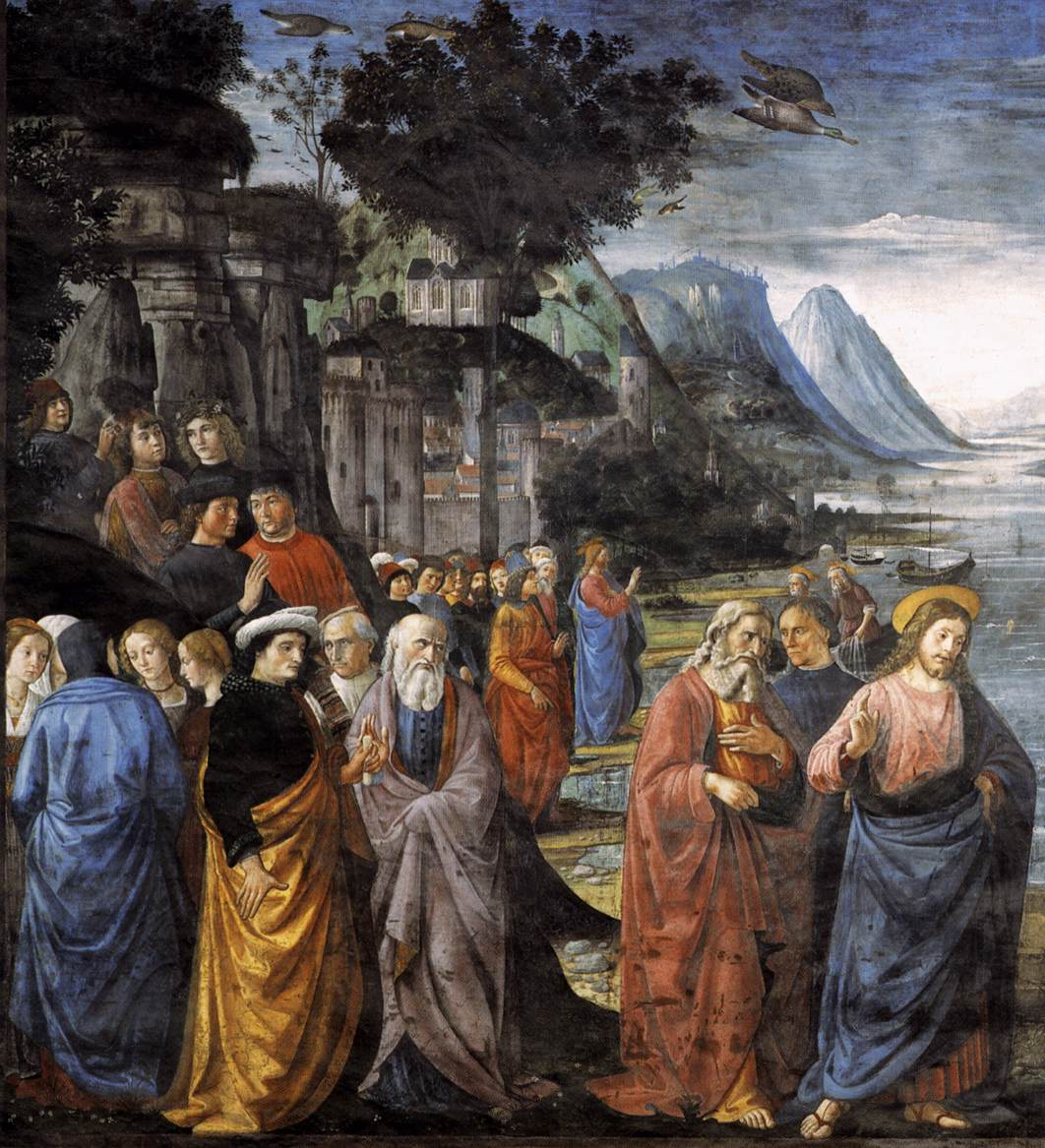
Фрагмент левой части фрески

Темой росписи стала параллель между историями Моисея и Иисуса Христа как символ преемственности между Ветхим и Новым заветом, а также преемственности между законом, данным Моисею и посланием Иисуса, который, в свою очередь, избрал Святого Петра (первого епископа Рима) своим преемником: это должно было послужить провозглашению законности наследников Святого Петра — римских пап.
Кисти Гирландайо принадлежат две фрески «Призвание первых апостолов» и «Воскресение Христа», последняя была закрашена в XVI веке из-за обширных повреждений и до нас не дошла. Ещё над одной фреской — «Переход через Красное море» он работал совместно с Козимо Росселли и Бьяджо д'Антонио.

## Описание

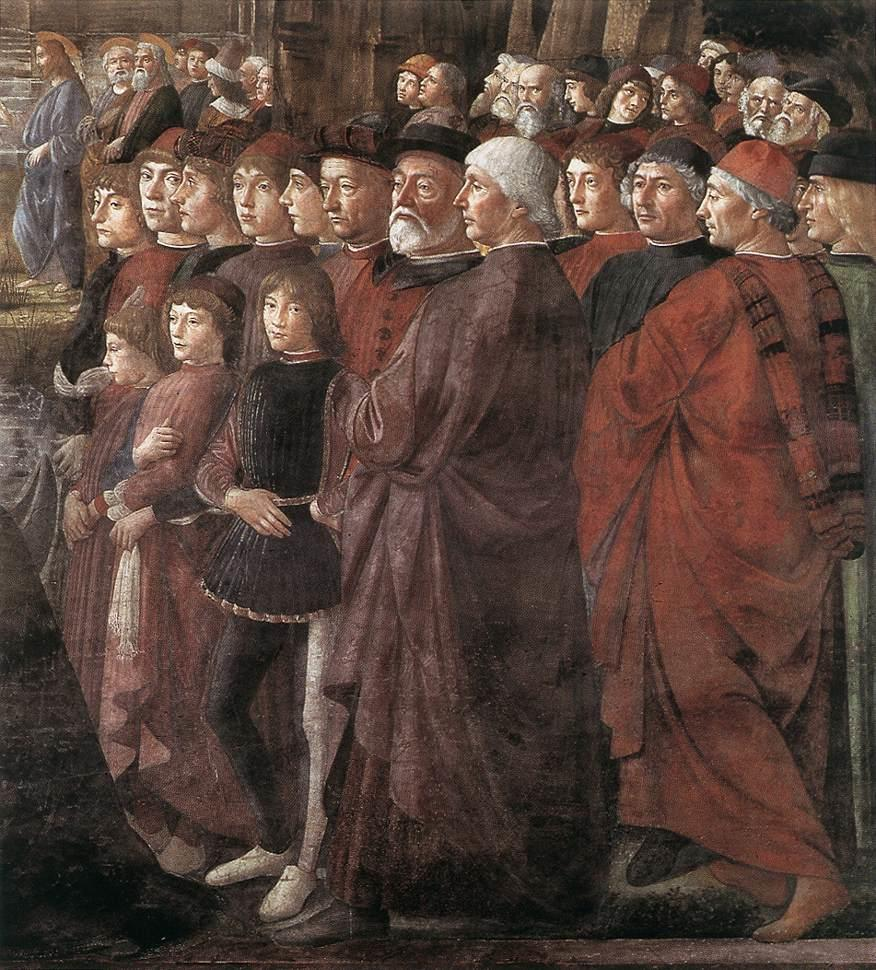
Фрагмент правой части фрески, Иоанн Аргиропул в центре

В центре фрески расположено озеро в горной долине. Слева изображены рыбаки Пётр и Андрей в момент, когда Иисус, стоя на берегу, призвал их к себе. Справа, на противоположном берегу озера, изображён более поздний момент из евангельского описания, когда Иисус, уже вместе с Петром и Андреем, призывает Иоанна и Иакова, которые чинят сеть в лодке на озере.
На переднем плане Пётр и Андрей, уже одетые в плащи традиционных цветов (жёлтый или оранжевый для Петра, зелёный для Андрея), изображены коленопреклонёнными перед Иисусом, который торжественно благословляет их. Кроме того, на переднем плане присутствует множество наблюдателей в современных автору одеждах, их лица принадлежат флорентийцам, проживавшим в то время в Риме, близ церкви Санта-Мария-сопра-Минерва.
Белобородый мужчина слева, возможно, учёный из Константинополя, также послужил моделью для фрески Гирландайо «Святой Иероним в келье» в Церкви Всех Святых во Флоренции. Человек в центре, прямо за Иисусом — Диотисальви Нерони, укрывшийся в Риме после провала заговора против Пьеро ди Козимо де Медичи. Справа запечатлён ещё один известный человек — Иоанн Аргиропул, бежавший во Флоренцию из Константинополя, а потом переехавший в Рим из-за чумы.